# 大河のうた
『大河のうた』（ベンガル語: অপরাজিত、ラテン文字表記: Aparajito）は、サタジット・レイ監督による1956年のインド映画であり、ベンガル語の映画。原作はビブティブション・ボンドパッダエの小説。オプー三部作の第二作目にあたる。
ヴェネツィア国際映画祭金獅子賞受賞作品。

## 出演
- オプー（少年）：ピナキ・セン・グプタ
- オプー（青年）：スマラン・ゴーシャル
- サルバジャ：コルナ・バナルジー
- ハリハル：カヌ・バナルジー